# Forino (Gostivar)
Forino (en macédonien Форино ; en albanais Forina) est un village du nord-ouest de la Macédoine du Nord, situé dans la municipalité de Gostivar. Le village comptait 4652 habitants en 2002. Il est majoritairement albanais.

## Démographie
Lors du recensement de 2002, le village comptait :
- Albanais : 4 624
- Serbes : 1
- Bosniaques : 1
- Autres : 26